# Буллок, Маргарет
Ма́ргарет Бу́ллок (англ. Margaret Bullock) — австралийская учёная, врач-физиотерапевт, профессор физиотерапии Университета Квинсленда.

## Биография

### Ранние годы
Маргарет Ирен Робертс родилась 24 марта 1933 года в Брисбене, Квинсленд. Посещала девичью школу в Брисбене, поступила в Университет Квинсленда в 1951 году. Маргарет стала одним из первых двух студентов, получивших степень бакалавра наук по физиотерапии и трудотерапии в 1955 году.

### Деятельность
Маргарет преподавала в отделении физиотерапии в Университете Квинсленда с 1955 по 1957 год. В 1957 году вышла замуж за Кейта Баллока, инженера и выпускника того же университета. Вместе они по программе Фулбрайта переехали в Бостон, США. Буллок работала физиотерапевтом в Массачусетской больнице общего профиля, в то время как муж работал в Гарвардском университете. Они вернулись в Австралию в 1960 году, где Маргарет стала работать лектором. В тот же период она родила двоих детей.
В конце 1960-х годов Буллок занялась исследованиями движений человеческого тела, что привело к обширному изучению физиотерапевтической практики и эргономики рабочих мест в транспортных средствах.
Она стала первым человеком в мире, получившим докторскую степень в области физиотерапии в 1973 году. Буллок стала главой отделения физиотерапии в Университете Кливленда и занимала эту должность до 1987 года. Была заместительницей президента и президентом Учёного совета университета с 1986 по 1990 год. Буллок первой получила звание профессора физиотерапии в Австралии в 1978 году.
Покинула университет в 1999 году, после чего ей было присвоено звание почётного профессора. Муж Маргарет, Кит, умер в 2015 году. Буллок была приглашённым профессором в Гарвардском университете и Университете Тафтса.